# Abdellatif Zeroual
Abdellatif Zeroual (àrab: عبد اللطيف زروال, ʿAbd al-Laṭīf Zirwāl) (Berrechid, 1951 - Casablanca, 14 de novembre de 1974) va ser un professor marroquí de filosofia membre del comitè nacional del grup i moviment il·legal Ila l-Amam.
Abdellatif era el fill d'Abdelkader Haj Zeroual, militant que va lluitar contra els francesos abans que el Marroc aconseguís la independència el 1956. En 1970, quan les autoritats marroquines van llançar una ofensiva contra el moviment Ila l-Amam, va passar a la clandestinitat juntament amb Abraham Serfaty sota la protecció de l'escriptora francesa Christine Daure-Serfaty. En 1973 va ser condemnat a mort en rebel·lia per un tribunal de Casablanca. El 5 de novembre de 1974, va desaparèixer després de ser segrestat per un grup d'homes vestits de civil quan es dirigia a una reunió. Una setmana més tard es va registrar, en un hospital de Rabat, el cos d'un home mort al que les organitzacions de drets humans van assenyalar com el de Zeroual, encara que les autoritats marroquines mai ho han reconegut.